# Adolphe Mathieu
Pour les articles homonymes, voir Mathieu (patronyme).
Adolphe Charles Ghislain Mathieu, né le 22 juin 1804 à Mons et mort à Ixelles le 13 juin 1876, est un écrivain belge.

## Biographie
Le 5 octobre 1830, Adolphe Mathieu prend part à la reddition de la forteresse de Charleroi dans le cadre de la guerre belgo-néerlandaise qui fait suite à la révolution belge. À ce titre, il est décoré de la croix de Fer.
De 1840 à 1844, il a été conservateur de la Bibliothèque publique puis de la section des manuscrits à la Bibliothèque royale de Belgique.
Il est notamment l'auteur d'une biographie intitulée Roland de Lattre sur Roland de Lassus.
En 1850, quelques jours après la mort de la reine Louise, il publie une pièce en vers rendant hommage à la défunte.
À la suite de son décès le 13 juin 1876, il est inhumé au cimetière de Mons.

## Images

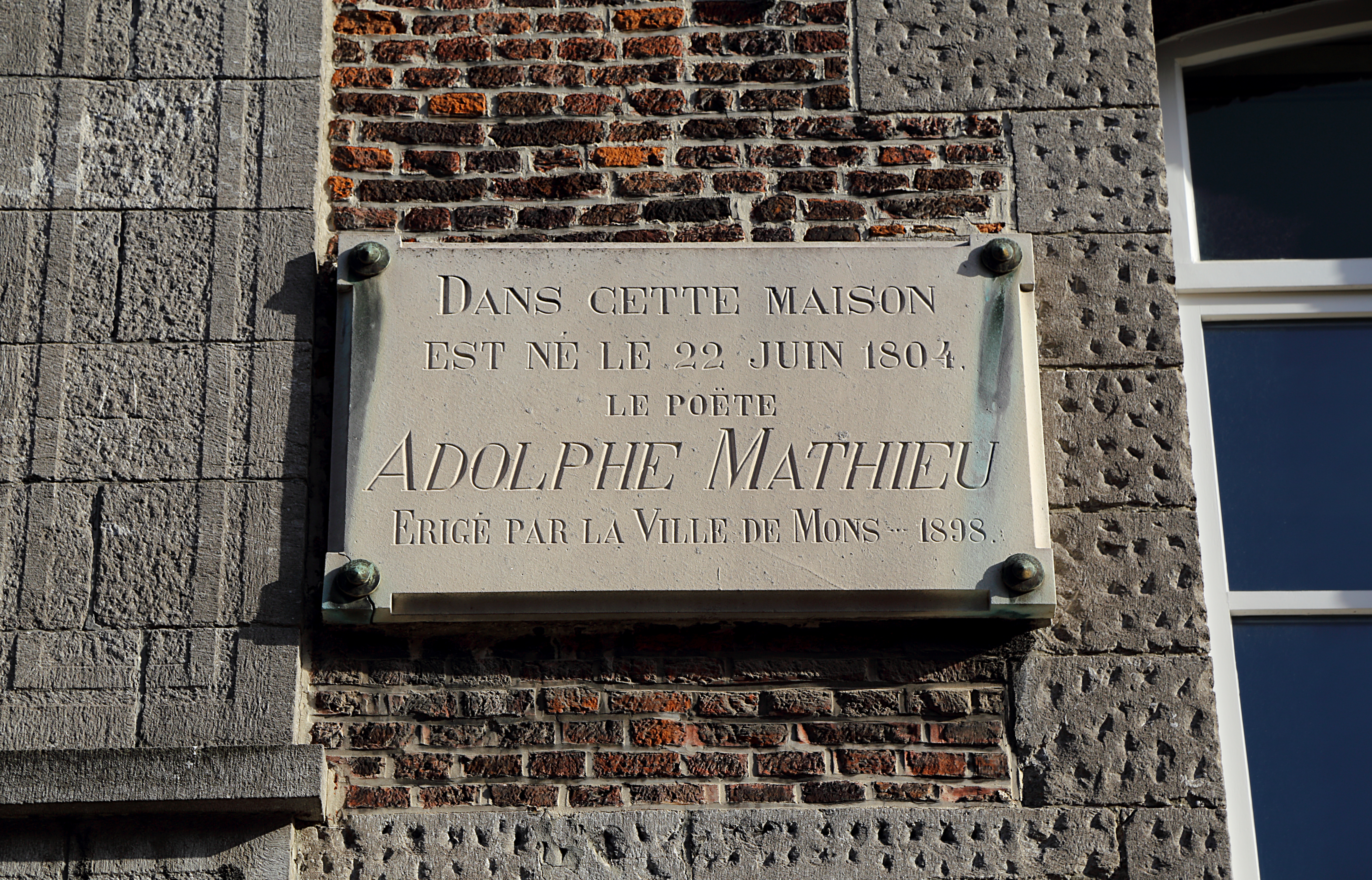
Plaque commémorative sur la maison natale du poète.
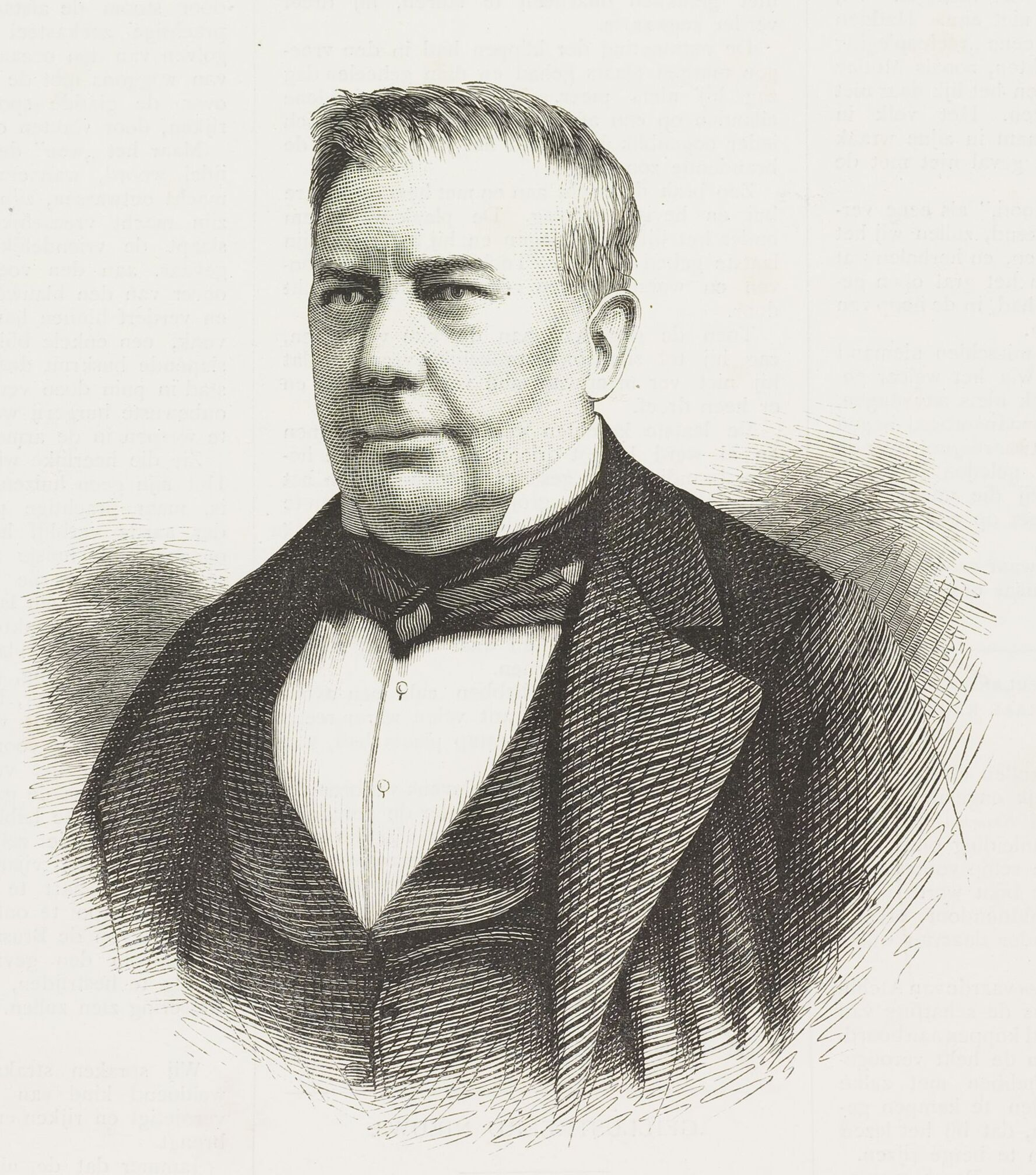

## Décorations
- Croix de fer